# حزب کارگران (مارکسیستی–لنینیستی)
حزب کارگران (مارکسیستی-لنینیستی)، (به انگلیسی: Workers Party (Marxist–Leninist)) یک جناح سیاسی هواداران تروتسکی در پاناما بود. دیگونز دلا روزا این حزب در ۱۹۳۴ بر پا ساخت.
این حزب مخالف بر ضد منافع ایالات متحده کشمکش داشت.